# Taboo (filme)
Taboo (em português: "Tabu" ou "Proibido"), é um dos filmes mais conhecidos e de maior sucesso, além de polêmico, da produtora pornográfica gay Bel Ami. O filme foi dirigido pelo ex-ator pornô Lukas Ridgeston e, causou grande alvoroço, devido ao incesto sexual entre dois irmãos, sem o uso de preservativos.

## Desempenho

### Comercial
Inicialmente, o filme foi disponibilizado para ser adquirido apenas pela internet, através do site LTA Videos, mas, o filme acabou superando todas as expectativas de vendas, forçando a Bel Ami, a criar novos mecanismos de vendas. Então, em 18 de Julho de 2010, a EuroMedia Distribution, anunciou que estará disponibilizando o filme nas lojas de todo os estados dos Estados Unidos. Segundo Hugo Harley, diretor e produtor da EuroMedia, o filme "mostra que ainda podemos vender quantidades significativas de DVDs mesmo nos dias atuais", fazendo alusão aos downloads ilegais que ocorrem na rede.
Em entrevista ao TowleRoad.com, George Duroy, fundador da Bel Ami, informou que o filme superou as expectativas de vendas, que era de 8.000 cópias, visto que a maioria dos demais filmes chegam a vender quatro e  cinco mil unidades. Taboo atingiu a marca de 10.000 cópias vendidas.

### Paradas
| Paradas (2010) | Melhor posição |
| -------------- | -------------- |
| EUA JRL Charts | 1              |

## Crítica
| Críticas profissionais | Críticas profissionais |
| Avaliações da crítica  | Avaliações da crítica  |
| Fonte                  | Avaliação              |
| ---------------------- | ---------------------- |
| XX Factor              | [ 6 ]                  |

Onan the Vulgarian, da XX Factor, elogia a atuação de Trevor Yantes dizendo que superdotados, como ele, não são o forte da Bel Ami, mas, que Yantes está entre os melhores do planeta. E, elogia a forma de distribuição do filme encontrada pela Bel Ami e por Lukas Ridgeston, visto que a forma de distribuição tradicional poderia ter afetado o filme. Apesar de ter dado quatro estrelas ao filme, Vulgarian não elogia a atuação sexual dos gêmeos, e diz que na cena final, onde há uma espécie de entrevista os gêmeos, ele sofreu um "lapso mental" e imaginou Milo e Elijah Peters, se transformando em Danny e Sandy (John Travolta e Olivia Newton-John), no filme Grease: Nos Tempos da Brilhantina.